# Mons-en-Barœul
Pour les articles homonymes, voir Mons (homonymie).
Mons-en-Barœul [mɔ̃s ɑ̃ baʁœl] est une commune française, située dans le département du Nord en région Hauts-de-France. Elle fait partie de la Métropole européenne de Lille.

## Toponymie
Mons-en-Barœul signifie « mont sur le Barœul », la ville étant en effet construite sur une légère colline ; le Barœul étant un ancien territoire (voir aussi Marcq-en-Barœul).
Il n'y a pas de « i » entre le « u » et le « l » de « Barœul ». Cela se prononce donc « bareul » et non « bareuille ».

## Géographie
Mons-en-Barœul est une ville française du Nord, limitrophe de Lille, localisée dans la partie septentrionale de la plaine du Mélantois, en Flandre romane, à la limite du pays de Ferrain.

### Géologie, reliefs et hydrographie
Mons-en-Baroeul est parcourue par le ruisseau du Becquerel maintenant souterrain. Les collines du Baroeul la traversent au nord.

### Communes limitrophes
|       | Marcq-en-Barœul |                   |
| Lille | Mons-en-Barœul  | Villeneuve-d'Ascq |
|       | Lille           |                   |

### Hydrographie

#### Réseau hydrographique
La commune est située dans le bassin Artois-Picardie. Elle est drainée par,.

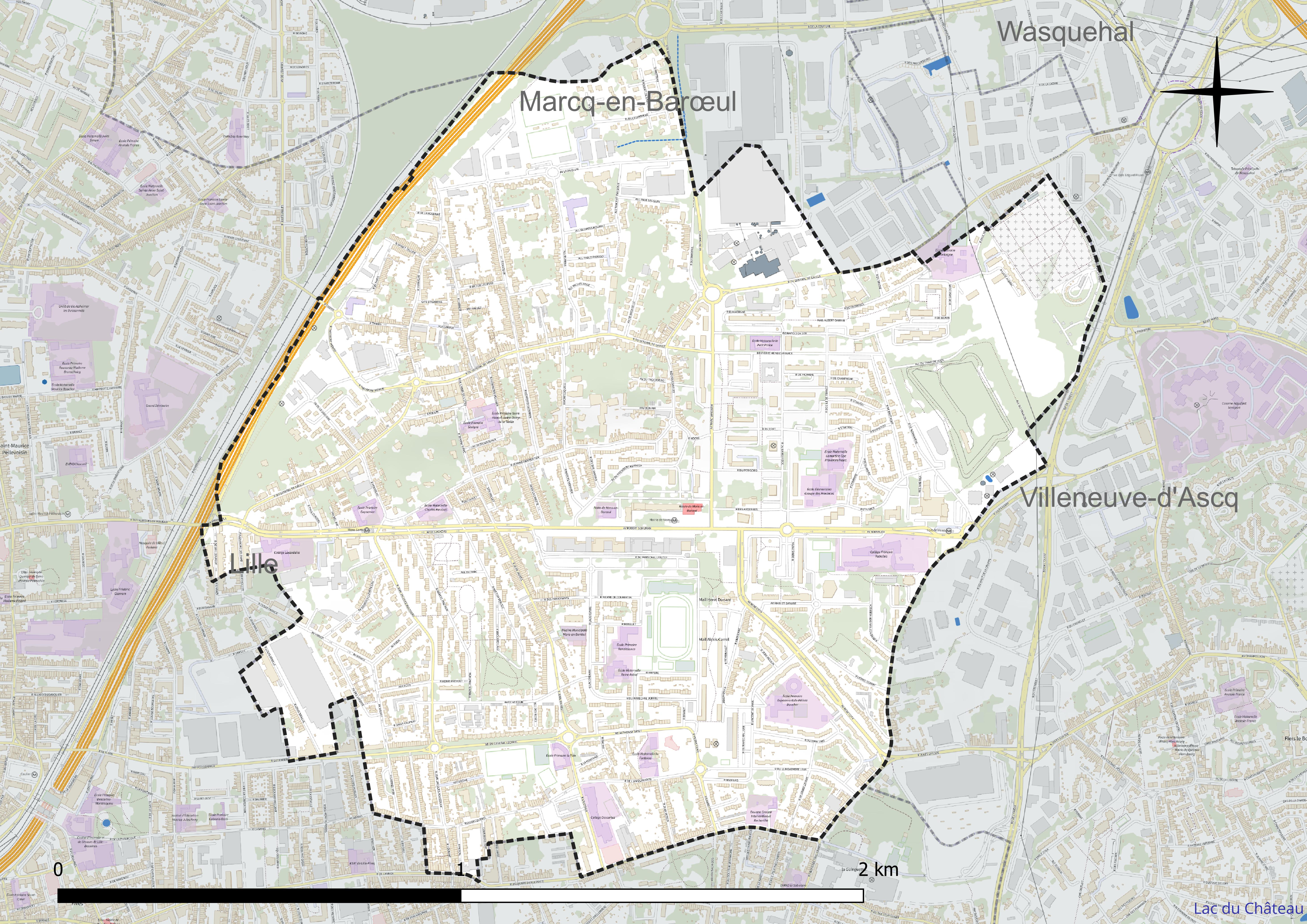
Réseau hydrographique de Mons-en-Barœul.

#### Gestion et qualité des eaux
Le territoire communal est couvert par le schéma d'aménagement et de gestion des eaux (SAGE) « Marque Deûle ». Ce document de planification concerne un territoire de 1 120 km2 de superficie, délimité par les bassins versants de la Marque et de la Deûle, formant une vaste cuvette sédimentaire de 40 km de long et de 25 km de large, où la pente est très faible. Le périmètre a été arrêté le 2 décembre 2005 et le SAGE proprement dit a été approuvé le 9 mars 2020. La structure porteuse de l'élaboration et de la mise en œuvre est la Métropole européenne de Lille. 
La qualité des cours d'eau peut être consultée sur un site dédié géré par les agences de l'eau et l'Agence française pour la biodiversité. 

### Climat
Pour des articles plus généraux, voir Climat des Hauts-de-France et Climat du Nord.
En 2010, le climat de la commune est de type climat océanique dégradé des plaines du Centre et du Nord, selon une étude du CNRS s'appuyant sur une série de données couvrant la période 1971-2000. En 2020, Météo-France publie une typologie des climats de la France métropolitaine dans laquelle la commune est exposée à un climat océanique et est dans la région climatique  Nord-est du bassin Parisien, caractérisée par un ensoleillement médiocre, une pluviométrie moyenne régulièrement répartie au cours de l'année et un hiver froid (3 °C). 
Pour la période 1971-2000, la température annuelle moyenne est de 10,6 °C, avec une amplitude thermique annuelle de 14,4 °C. Le cumul annuel moyen de précipitations est de 675 mm, avec 12 jours de précipitations en janvier et 8,8 jours en juillet. Pour la période 1991-2020, la température moyenne annuelle observée sur la station météorologique la plus proche, située sur la commune de Lesquin à 6 km à vol d'oiseau, est de 11,3 °C et le cumul annuel moyen de précipitations est de 740,0 mm,. Pour l'avenir, les paramètres climatiques de la commune estimés pour 2050 selon différents scénarios d'émission de gaz à effet de serre sont consultables sur un site dédié publié par Météo-France en novembre 2022.

## Urbanisme

### Typologie
Au 1er janvier 2024, Mons-en-Barœul est catégorisée grand centre urbain, selon la nouvelle grille communale de densité à sept niveaux définie par l'Insee en 2022.
Elle appartient à l'unité urbaine de Lille (partie française), une agglomération internationale regroupant 60  communes, dont elle est une commune de la banlieue,,. Par ailleurs la commune fait partie de l'aire d'attraction de Lille (partie française), dont elle est une commune du pôle principal,. Cette aire, qui regroupe 201 communes, est catégorisée dans les aires de 700 000 habitants ou plus (hors Paris),.

### Occupation des sols
L'occupation des sols de la commune, telle qu'elle ressort de la base de données européenne d'occupation biophysique des sols Corine Land Cover (CLC), est marquée par l'importance des territoires artificialisés (100 % en 2018), une proportion identique à celle de 1990 (100 %). La répartition détaillée en 2018 est la suivante : 
zones urbanisées (90,4 %), zones industrielles ou commerciales et réseaux de communication (9,6 %). L'évolution de l'occupation des sols de la commune et de ses infrastructures peut être observée sur les différentes représentations cartographiques du territoire : la carte de Cassini (XVIIIe siècle), la carte d'état-major (1820-1866) et les cartes ou photos aériennes de l'IGN pour la période actuelle (1950 à aujourd'hui).

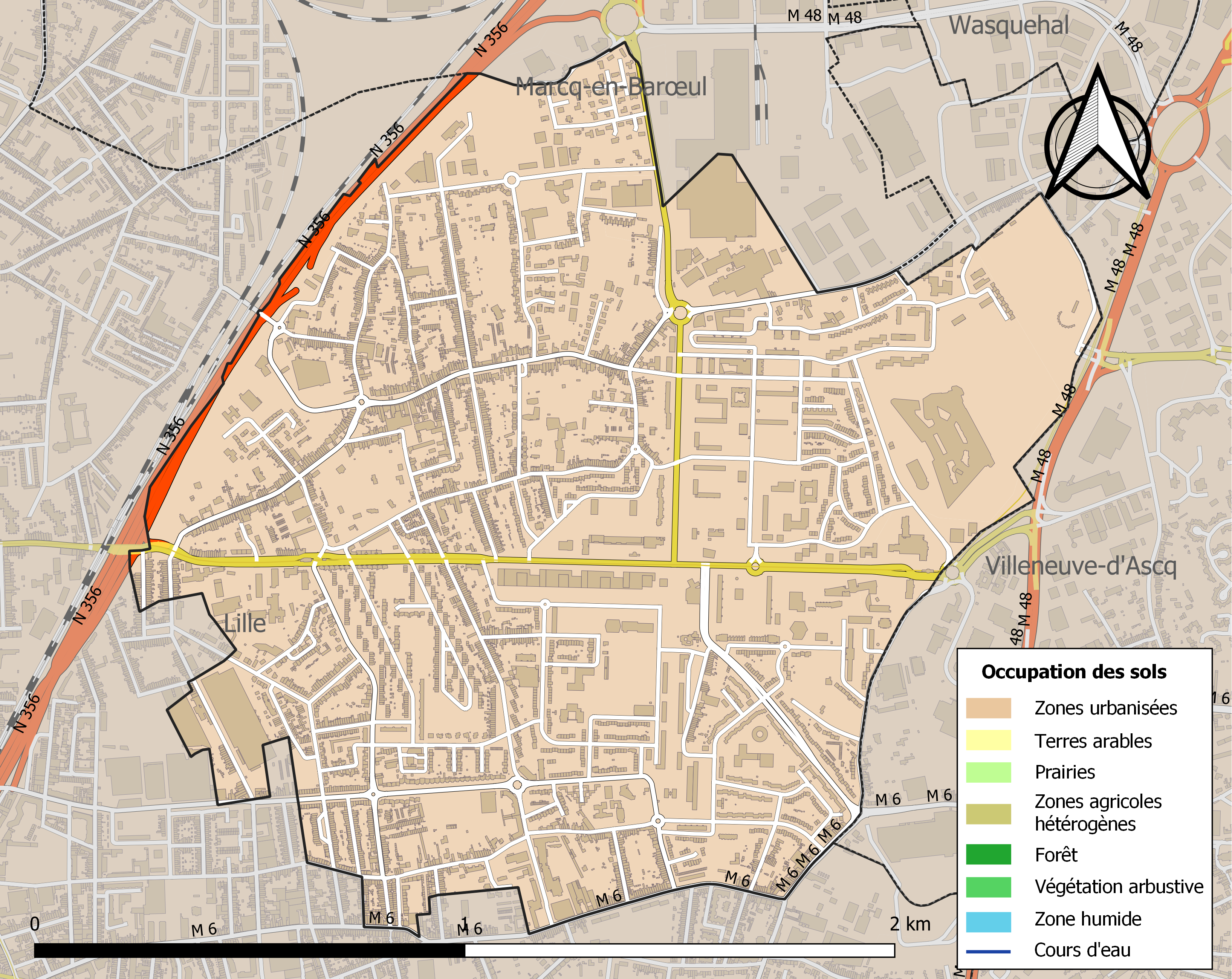
Carte des infrastructures et de l'occupation des sols de la commune en 2018 (CLC).

### Voies de communication et transports

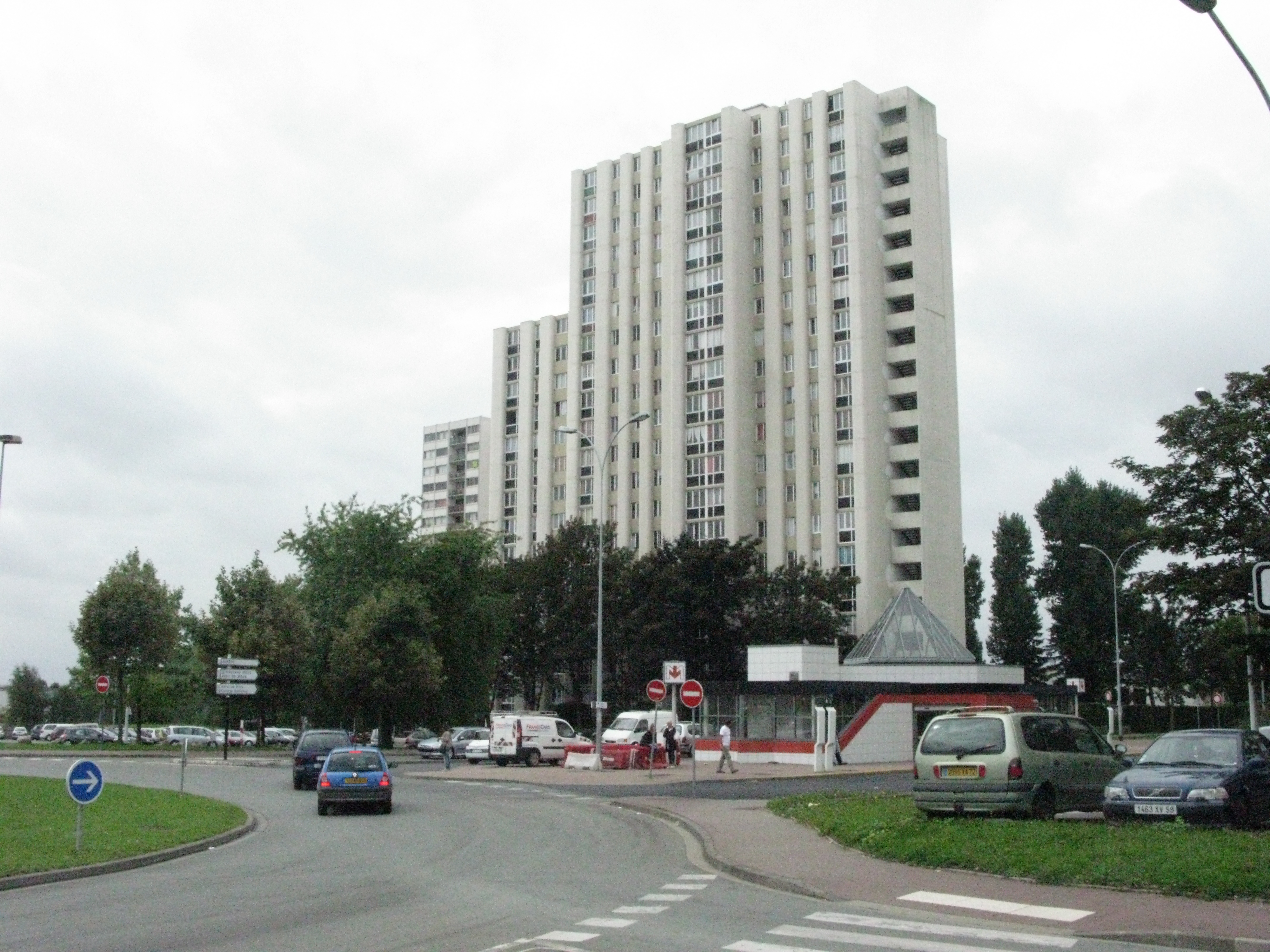
Fort de Mons.

La ville de Mons-en-Barœul est desservie par la ligne 2 du métro de Lille (stations : Fort de Mons, Mairie de Mons et Mons Sarts), par la Liane 6 qui relie la station Fort de Mons à Pont de Bois (anciennement liaison Inter'val), dans la commune voisine de Villeneuve-d'Ascq, et par les lignes 13, C9 et CO3 du réseau Ilévia.
Au 23 octobre 2019, une station Citiz est en place dans la commune, pour effectuer de l'autopartage.

## Histoire
Avant le XVIe siècle, on sait peu de choses de cette commune, en partie terre d'Empire et ne relevant pas de la châtellenie de Lille.
À la moitié du XVIIe siècle, Mons-en-Barœul est une seigneurie détenue par une famille Dragon.
Le 12 mai 1626, Jean Dragon, seigneur de Mons-en-Barœul, bénéficie de lettres d'anoblissement donnés à Madrid. Il descend d'une ancienne famille bourgeoise de Lille. Son père a été lieutenant-capitaine, député du souverain, connétable de la compagnie des archers de la ville de Lille. La sœur de Jean Dragon s'est mariée noblement. Il a pour oncles l'évêque de Tournai Jean Vendeville et le conseiller du grand conseil du roi, Vendeville.
En 1643, Baudouin-Jean Dragon  (le même que ci-dessus?) est écuyer, seigneur de Mons-en-Barœul. Fils de Jean, écuyer, et de Marie du Bois de Hoves, il épouse à Lille le 19 janvier 1643 Antoinette Hippolyte Déliot (1624-1676), née et baptisée à Lille en novembre 1624, morte veuve à Esquermes le 7 mars 1676, fille de Pierre Déliot, écuyer, seigneur de Clerfontaine, bourgeois de Lille en 1624, échevin de Lille de 1625 à 1635, rewart en 1627 (voir Magistrat de Lille). Baudouin-Jean Dragon devient bourgeois de Lille en 1643.
Au début du XVIIIe siècle, Jean-François Dragon, écuyer, est seigneur de Mons-en Barœul, Langlée. Fils de Charles-Hyacinthe-François, écuyer, et de Jeanne-Isbergue de Vitry, il devient bourgeois de Lille le 13 novembre 1708 et meurt à Lille le 11 janvier 1731. il prend pour femme Marie-Maximilienne-Jeanne Cuvillon (1691-1711), fille de Jean-Robert, écuyer, seigneur de Roncq, Vledrick, Crequillon, La Hamel, et de Marie-Isabelle de Fourmestraux de Wazières. L'épouse baptisée à Lille le 26 mai 1691, meurt à Lille le 11 septembre 1711, est inhumée dans la chapelle du Saint-Sacrement de l'église Saint-Étienne de Lille.
Très longtemps pays uniquement rural, des plans du XVIIIe siècle montrent Mons-en-Barœul comme un petit village sans église avec des censes éparses le long du grand chemin de Lille à Roubaix. Elle est ancienne dépendance de Fives. En 1844, Mons devint une paroisse à part entière, c'est à cette époque que l'Église Saint-Pierre est édifiée. Après la seconde guerre mondiale, la ville connut de profonds changements avec, d'une part, l'édification du lotissement des Sarts entre 1954 et 1959, et d'autre part l'établissement d'une ZUP, aménagée sur 80 hectares du territoire communal, et dont les premiers immeubles virent le jour en 1965.
Dans la nuit du 28 au 29 juin 2023, dans le cadre des émeutes consécutives à la mort de Nahel Merzouk, une cinquantaine de personnes dissimulées sous des cagoules tirent au mortier et avec des balles de fer contre la façade de la mairie, mais aussi contre les locaux des polices municipale et nationale, situés dans le même bâtiment. Une voiture bélier est également lancée contre le garage de la police municipale, avant d'être incendiée. La mise en examen des neuf personnes, soupçonnées d'avoir incendié la mairie est rapidement annulée du fait d'une erreur de procédure.

## Politique et administration

### Tendances politiques et résultats

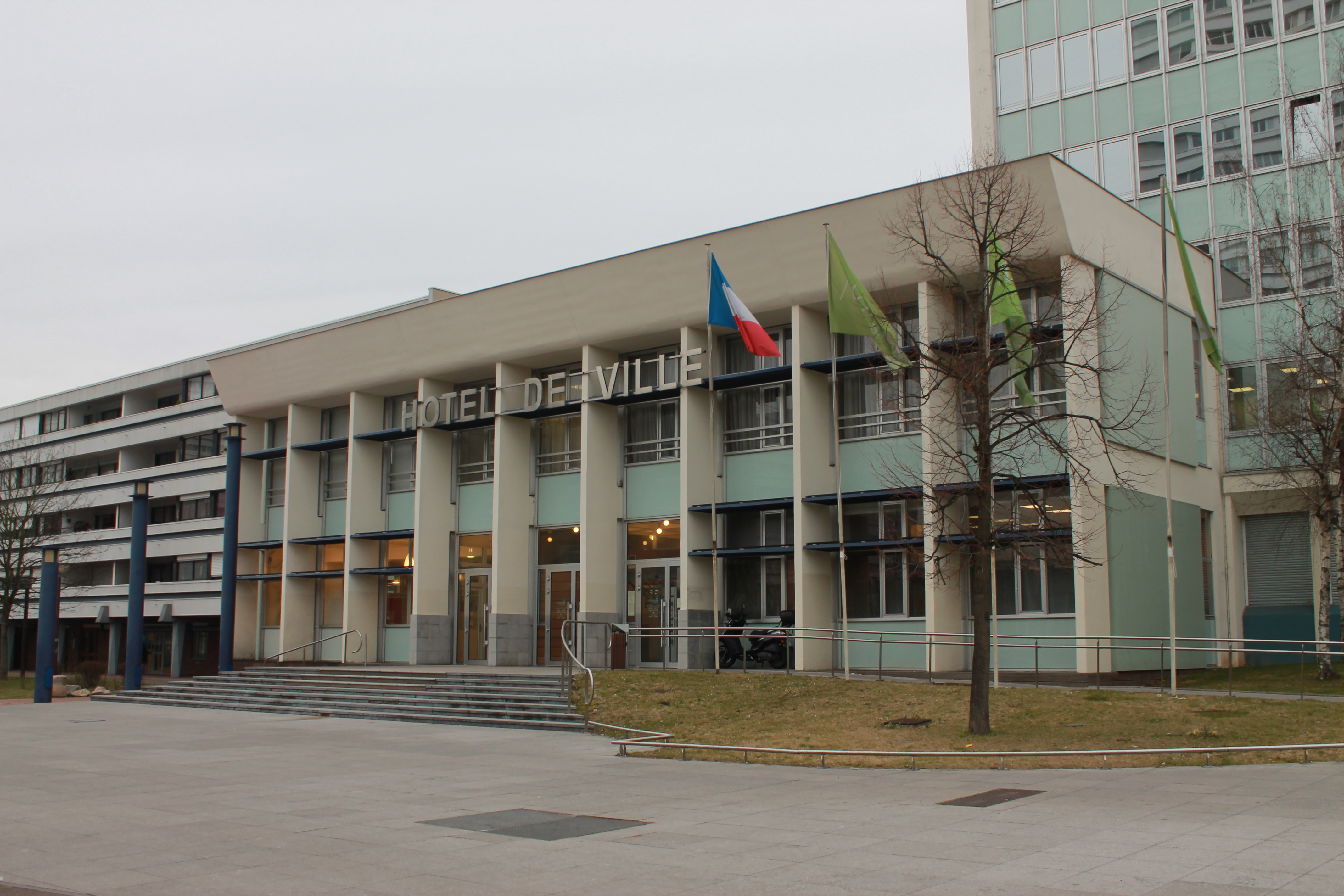
Mairie de Mons-en-Barœul.

De 1977 à 2001, les municipalités Marc Wolf (1977 à 1989 et 1995 à 2001) et Françoise Julien (1989 à 1995), mènent une politique inspirée par les principes de l'autogestion. D'abord proches du parti socialiste (tendance CERES), ils le quittent en 1992.
Aux municipales de 2001, la liste « Mons une ville à vivre » remporte les élections municipales. Cette équipe, conduite par Rudy Elegeest, est composée de Monsois de toutes sensibilités, issus notamment du milieu associatif.
Selon les catégorisations du Ministère de l'Intérieur, la liste Elegeest de 2008 était classée "divers gauche" et celle de 2014 "union de la gauche".

### Organisations politiques
En 2016, Mons compte :
- une section du parti socialiste[28] ;
- une section des Républicains[29].

### Instances judiciaires et administratives
La commune relève du tribunal judiciaire  de Lille, de la cour d'appel de Douai, du tribunal pour enfants de Lille, du tribunal de commerce de Lille-Metropole, du tribunal administratif de Lille et de la cour administrative d'appel de Douai.

### Jumelages
La ville n'est jumelée avec aucune autre ville.

### Endettement
La ville ne connaît, contrairement aux autres communes de la métropole lilloise, aucun endettement et aucun emprunt en cours.  

## Population et société

### Démographie

#### Évolution démographique
L'évolution du nombre d'habitants est connue à travers les recensements de la population effectués dans la commune depuis 1793. Pour les communes de plus de 10 000 habitants les recensements ont lieu chaque année à la suite d'une enquête par sondage auprès d'un échantillon d'adresses représentant 8 % de leurs logements, contrairement aux autres communes qui ont un recensement réel tous les cinq ans,.

En 2022, la commune comptait 21 368 habitants, en évolution de +2,46 % par rapport à 2016 (Nord : +0,51 %, France hors Mayotte : +2,11 %).
| 1793 | 1800 | 1806 | 1821 | 1831 | 1836 | 1841 | 1846  | 1851  |
| ---- | ---- | ---- | ---- | ---- | ---- | ---- | ----- | ----- |
| 705  | 671  | 770  | 738  | 803  | 807  | 889  | 1 043 | 1 120 |

| 1856  | 1861  | 1866  | 1872  | 1876  | 1881  | 1886  | 1891  | 1896  |
| ----- | ----- | ----- | ----- | ----- | ----- | ----- | ----- | ----- |
| 1 319 | 1 557 | 1 868 | 2 168 | 2 383 | 2 389 | 2 891 | 2 832 | 3 575 |

| 1901  | 1906  | 1911  | 1921  | 1926  | 1931  | 1936  | 1946  | 1954  |
| ----- | ----- | ----- | ----- | ----- | ----- | ----- | ----- | ----- |
| 4 226 | 5 059 | 5 949 | 6 792 | 7 227 | 8 096 | 8 705 | 9 030 | 9 125 |

| 1962   | 1968   | 1975   | 1982   | 1990   | 1999   | 2006   | 2011   | 2016   |
| ------ | ------ | ------ | ------ | ------ | ------ | ------ | ------ | ------ |
| 11 531 | 14 113 | 28 070 | 26 638 | 23 578 | 23 017 | 22 360 | 21 361 | 20 855 |

| 2021   | 2022   | - | - | - | - | - | - | - |
| ------ | ------ | - | - | - | - | - | - | - |
| 21 467 | 21 368 | - | - | - | - | - | - | - |

#### Pyramide des âges
La population de la commune est relativement jeune.
En 2018, le taux de personnes d'un âge inférieur à 30 ans s'élève à 43,4 %, soit au-dessus de la moyenne départementale (39,5 %). À l'inverse, le taux de personnes d'âge supérieur à 60 ans est de 19,5 % la même année, alors qu'il est de 22,5 % au niveau départemental.
En 2018, la commune comptait 9 966 hommes pour 11 051 femmes, soit un taux de 52,58 % de femmes, légèrement supérieur au taux départemental (51,77 %).
Les pyramides des âges de la commune et du département s'établissent comme suit.
| Hommes | Classe d’âge | Femmes |
| ------ | ------------ | ------ |
| 0,3    | 90 ou +      | 1,1    |
| 4,7    | 75-89 ans    | 7,2    |
| 11,9   | 60-74 ans    | 13,6   |
| 18,2   | 45-59 ans    | 18,0   |
| 19,5   | 30-44 ans    | 18,6   |
| 23,3   | 15-29 ans    | 22,5   |
| 22,1   | 0-14 ans     | 19,0   |

| Hommes | Classe d’âge | Femmes |
| ------ | ------------ | ------ |
| 0,5    | 90 ou +      | 1,4    |
| 5,3    | 75-89 ans    | 8,1    |
| 14,8   | 60-74 ans    | 16,2   |
| 19,1   | 45-59 ans    | 18,4   |
| 19,5   | 30-44 ans    | 18,7   |
| 20,7   | 15-29 ans    | 19,1   |
| 20,2   | 0-14 ans     | 18     |

### Enseignement
- un conservatoire à rayonnement communal.
- 3 crèches accueillent 45 enfants encadrés par 12 personnes dont 6 auxiliaires de puériculture et 3 éducatrices jeunes enfants.
- 21 établissements scolaires :
  - 10 écoles maternelles
  - 8  écoles élémentaires dont l'école La Paix qui comprend une UPE2A (unité pédagogique pour élèves allophones arrivants)[44].
  - 3 collèges (Descartes, Lacordaire, Rabelais)

### Équipements culturels
- une bibliothèque municipale[45] ;
- 2 salles de spectacles (la maison folie du fort ouverte à l'occasion de Lille 2004 (capitale européenne de la culture) et la salle Salvador Allende dont la reconstruction s'est terminée en 2016[46])
- 7 salles de réunion ou de réception ;
- une salle de projection ;
- une salle d'exposition ;
- un café-concert.

L'association d'échanges franco-roumains « L'acte France » a son siège dans cette ville.

### Sports
21 disciplines sont proposées par 22 clubs.
Les installations de la ville comprennent :
- 4 stades de football dont 2 synthétiques
- 9 salles multisports
- un dōjō
- 2 courts couverts de tennis
- un hall de football
- une piscine[48]
- un boulodrome
- une salle d'escalade "Le Polyèdre" inaugurée le 1er avril 2011

## Économie
La commune peut compter sur deux grandes entreprises :
- la brasserie du Pélican (ou Pelforth) appartenant au groupe Heineken ;
- le siège social des assurances AG2R La Mondiale.

## Culture et patrimoine

### Patrimoine

#### Le Fort de Mons
Le fort de Mons est construit entre 1878 et 1880, à la suite du décret de 1878 du président Mac-Mahon. Destiné à l'artillerie défensive, il participe à la défense de Lille. Son architecte est le général Raymond Adolphe Séré de Rivières, qui fut surnommé « le Vauban du XIXe siècle ». Il est baptisé, en 1887, fort Macdonald, du nom d'un maréchal d'Empire. Comme tous les forts qui environnaient Lille, il n'a pas subi d'assaut (Lille, déclassée en 1910, a été déclarée « ville ouverte » en août 1914).
Vendu à la ville de Mons-en-Barœul par l'armée en 1972, il a été rénové par l'architecte Gérard David. Inauguré les 2 et 3 juin 1984, il abrite de nombreux lieux d'activités culturelles : la bibliothèque municipale, la ludothèque, un espace culturel multimédia, une salle d'exposition, le conservatoire, un restaurant, un bar ainsi qu'un théâtre à ciel ouvert.

#### La tour de Mons

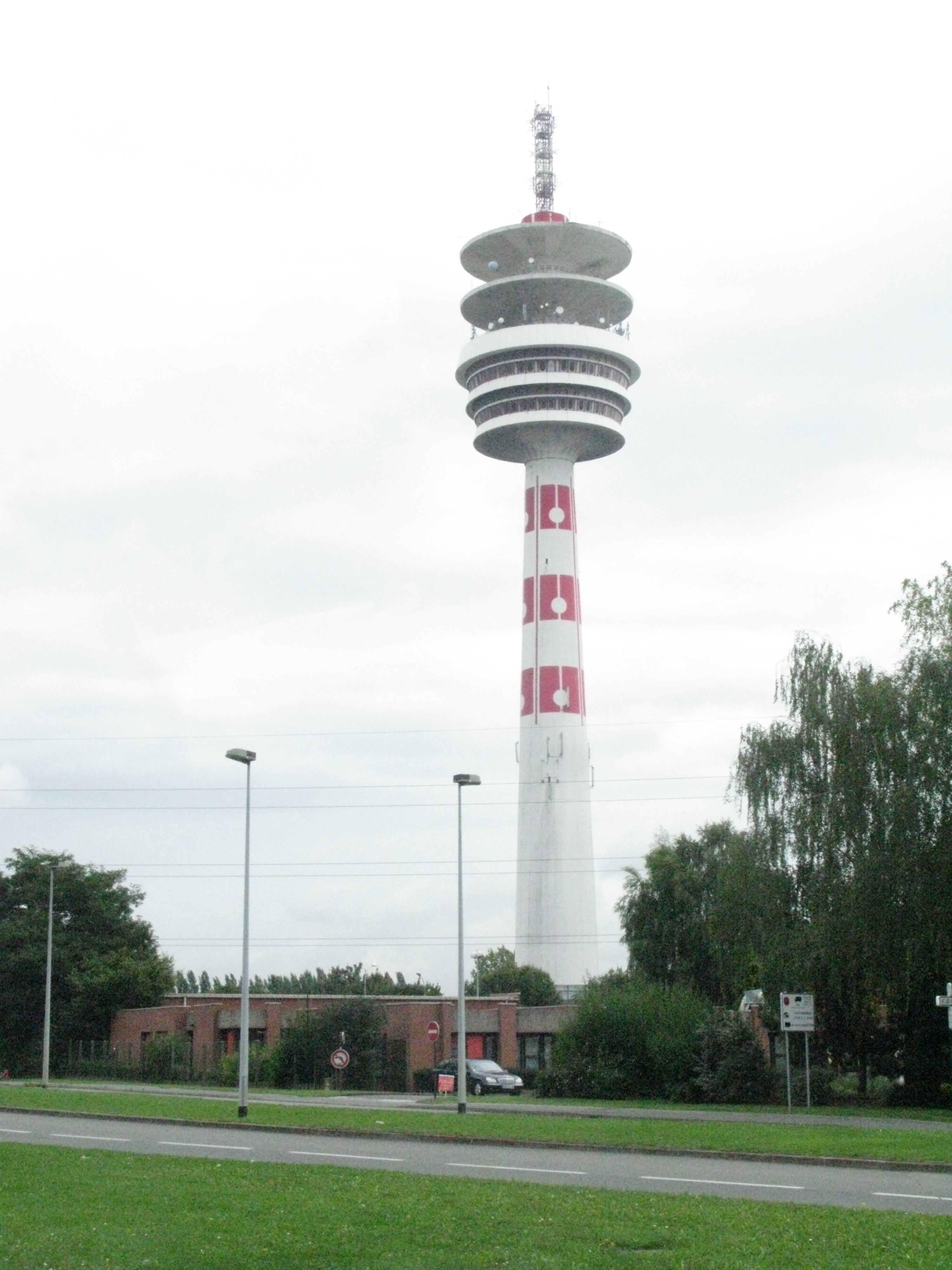
Tour hertzienne.

La tour hertzienne située sur la commune de Villeneuve-d'Ascq et parfois improprement dénommée « tour de Mons » est une tour de télécommunication rouge et blanche située près du Fort de Mons, qui se voit de très loin (jusqu'en Belgique). C'est un point de repère connu pour les habitants de l'agglomération.

#### Architecture
Plusieurs rues de Mons-en-Barœul sont bordées de maisons du début du XXe siècle, aux façades remarquables, dessinées par l'architecte Gabriel Pagnerre (1874-1939), habitant de Mons-en-Barœul et notamment collaborateur de Victor Laloux pour la réalisation de la gare d'Orsay à Paris. On retiendra certaines demeures de la rue Henri-Poissonnier, de la rue du général De Gaulle, de la rue Pasteur…

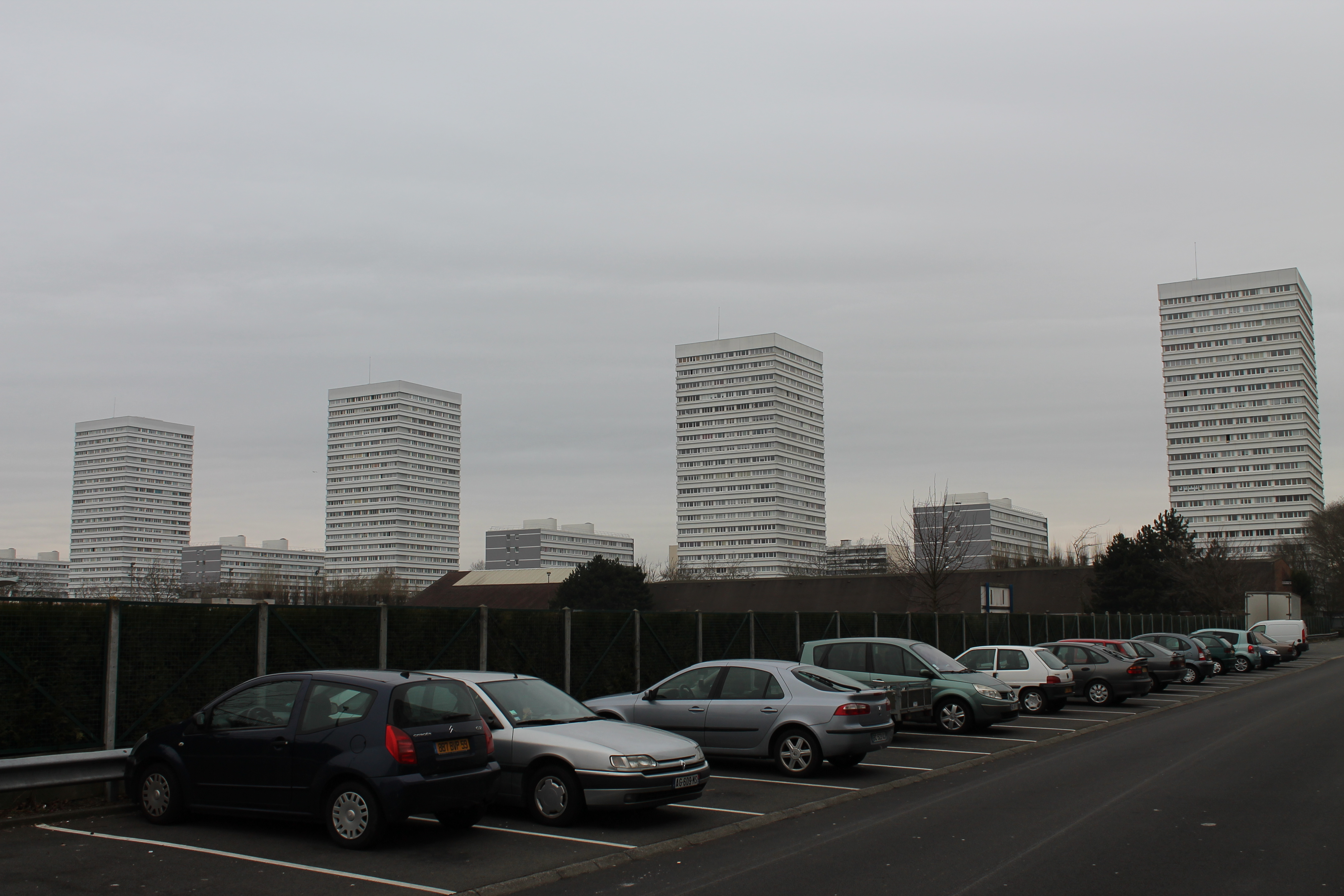
Résidence de l'Europe.

Dans les années 1960, sous l'impulsion de l'État on a construit à Mons la plus grande ZUP au Nord de Paris. Cette réalisation est en grande partie l'œuvre de l'architecte Henri Chomette, constructeur également de nombreux bâtiments officiels en Afrique. Un des éléments majeurs de la ZUP est constitué par les Tours de l'Europe, un ensemble de bâtiments qui est désormais le symbole de Mons-en-Barœul. La chaufferie centrale de la ZUP située au croisement des rues de Normandie, de Villars et du Train-de-Loos qui alimente en eau chaude et en chauffage plus de cinq mille logements et des équipements collectifs, a été inscrite à l'inventaire supplémentaire des monuments historiques en 2001.
L'église Saint Pierre possède au fond du chœur un maître-autel remarquable en marbre. Ce maître-autel, provenant du château ou de l'église de Deurne près d'Anvers (Belgique), aurait été donné à l'église de Mons-en-Barœul par l'ancien propriétaire du château, Monsieur Declercq Cumont. Il a été installé dans l'église en 1847.

### Édifices religieux
- Église Saint Pierre et St Jean Bosco.
- Grande mosquée Al Wifaq

### Lieux
- Parc des Franciscaines

C'était à l'origine la propriété (deux hectares) de la famille Vandorpe qui la légua aux sœurs franciscaines. Justement situé non loin du monastère des franciscains, le château Vandorpe, tenu par la congrégation, devint une maison de convalescence puis une maison de retraite. Finalement, cette activité s'arrêta, le château fut détruit en 1973 et la propriété vendue à la municipalité. La DASS occupa quelques années le bâtiment qui s'y trouvait. Au début des années 1990, la municipalité le transforma en parc boisé public (contenant des hêtres, marronniers et mélèzes).

### Héraldique
| Armes de Mons-en-Barœul | Les armes de Mons-en-Barœul se blasonnent ainsi : D'or à la bande de sable. |

Logo de la municipalité de Mons-en-Barœul : les 4 doigts de la main symbolisent les Tours de l'Europe ; la colline est le mont qui donne son nom à Mons, sa couleur verte symbolisant la nature ; l'étoile dans le ciel évoque l'Europe.

### Personnes célèbres nées sur la commune
- Paul Milliez (1912-1994), professeur en médecine, résistant et défenseur des droits humains.
- Michel Butor (1926-2016), poète, romancier et essayiste.
- Laurent Desbiens, cycliste sur route français, y est né.
- Francis Suttill (1910-1945), chef du réseau de résistance Prosper-PHYSICIAN pendant la Seconde Guerre mondiale.

## Pour approfondir